# César M. Lorenzo
César Martínez Lorenzo (1939-2015) fue un historiador español, estudioso del anarquismo español.

## Biografía
Nacido en 1939, era hijo del anarquista Horacio Martínez Prieto, secretario general de la Confederación Nacional del Trabajo.
Fue autor del libro Les Anarchistes espagnols et le pouvoir (1868-1969) (Éd. du Seuil, 1969), un recorrido por la historia del anarquismo en España, del cual en 2006 se publicaría una reedición ampliada bajo el título Le mouvement anarchiste en Espagne. Pouvoir et révolution sociale. Sería también autor de una biografía de su padre: Horacio Prieto. Mon père (Les éditions libertaires, 2012).
Falleció el 21 de octubre de 2015.